# Лудовик Радосављевић
Лудовик Радосављевић (енгл. Ludovic Radosavljevic; 17. август 1989) професионални је француски рагбиста, српског порекла који тренутно игра за вицешампиона Европе Клермон. Каријеру је започео у РК Пејс де Ејкс, у трећој француској лиги (Федерал 1), а затим је прешао у Клермон, за који је до сада одиграо 112 утакмица и постигао 4 есеја. Са Клермоном је освојио једну титулу првака Француске и изгубио два финала купа европских шампиона. Јесени 2015., Радосављевић је одбио позив Мишела Миловића, селектора српске репрезентације да наступа за нашу земљу. 